# 傳兵衛

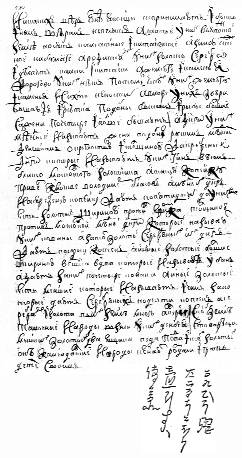
傳兵衛所寫文書

傳兵衛（日語：伝兵衛），江戶時代中期漂流者，俄羅斯記錄中最早的日本人。

## 生平
他是一個大阪商人，前往江戶途中因遇到風暴被漂流至堪察加半島。因日本鎖國而留在俄羅斯。在1701年或1702年由弗拉基米爾·阿特拉索夫發現，儘管他懇求回到日本，但他被帶到聖彼得堡。彼得大帝命他教授日語。他在布里埃爾的名稱下，接受了洗禮，在聖彼得堡度過餘生。
他是一個平民，但引起俄国與日本貿易的慾望。